# Radio Islam (Vereinigte Staaten)
Radio Islam ist ein islamisches Radioprogramm in den USA, welches von der Sound Vision Foundation getragen und finanziert wird.
Das Programm wurde am 14. Dezember 1999 zum ersten Mal verbreitet. Ziel ist – nach eigenen Angaben – ein vielfältiges muslimisches Programm anzubieten: „mehr als Quran (Koran) und Chutba (Freitagsgebet) -  tägliches Programm mit Naschid-Sendungen [Musik], Geschichten [und] Interviews.“
Das Programm wird auch terrestrisch von der Station WCEV “Chicagoland's Ethnic Voice” aus Cicero, Illinois ausgestrahlt.